# 稽查内务府御史衙门
稽查内务府御史衙门位于今北京市西城区陟山门街5号，是清朝稽查内务府御史的衙门。

## 历史
明朝，该地为内官监及其库属。清朝，在这里设稽查内务府御史衙门。内务府主要负责清朝帝后、妃嫔、皇子、公主的祭祀、节庆、婚丧嫁娶等一切礼仪的陈设，扈从侍卫及宫廷的衣食住行等一切用度。雍正四年（1726年），在内务府设监察御史，以稽查内务府所属七司三院暨上三旗佐领管下事务（见《雍正大清会典》卷二百二十三），每月末进行奏报。

## 建筑
稽查内务府御史衙门建筑占地面积达2400平方米，建筑面积达2000平方米。整个建筑群坐北朝南，原来共有房屋46楹。1970年代后，该院内搭建了住房及伙房，其他建筑基本存留，主要为清朝建筑，共余房屋43楹。
2004年，稽查内务府御史衙门在10月1日国庆前夕完成了拆迁腾退工作。此后由故宫博物院负责修缮。